# フォトバトール
フォトバトール（Photo Battle）は、ナムコ（後のバンダイナムコアミューズメント）から発売されたアーケードゲーム。

## 概要
技脳体、テクノドライブに続く「人類全能化計画シリーズ」第3弾。写真撮影をテーマとして、カメラを使った計24種類のミニゲームで撮影テクニックを競う。最大2人まで同時プレー可能。
ゲームシステムはガンバレットシリーズとほぼ同様のシステムが採用されており、これまでのシリーズ作品とは異なりゲーム性が重視されている。ゲーム成績などのプリントアウトなども無く、一見すると人類全能化計画シリーズからは遠くかけ離れているようにも見える。しかしゲームを進めていくと、同シリーズ作品としてのこのゲームの真の目的が明らかになる。またシリーズでは定番となっている「お金を入れないと撮れません」の表示も健在。

## コントローラー
写真撮影がテーマの今作では、カメラ型のコントローラーが採用されており、当時大手カメラメーカーであったミノルタ（後のコニカミノルタ、カメラ事業からはすでに撤退）の協力により、同社の一眼レフカメラ「α-Sweet」のレプリカが使用されている（シャッターボタン以外は機能しない）。
実際のカメラと同様、ファインダーを覗いた時に見える枠の範囲が写真に写る範囲になるため、ゲーム内では、目標となる被写体を枠からはみ出ないように撮影することが要求される。被写体を写真の中央に収めるほどスコアも高くなるが、たとえ指示された瞬間を撮影できても被写体が大きくはみ出ていると「NG」になってしまう（多少のはみ出しであれば「おまけOK」となる場合もある）。
また、シャッタースイッチを押してから実際にシャッターが切られるまでには若干のタイムラグがあるため、タイミングが重要視されるミニゲームでは特にこの点に留意する必要がある。

## ゲームの流れ
1. クレジットを投入し、プレイする側のスタートボタンを押す（2人プレイ時は両方のスタートボタンを押す）。
2. 撮影に関するコツが表示された後、練習が行われる（スタートボタンでスキップ可能）。
画面の中心に回転する矢印が表示されており、矢印がちょうど真上にくるような写真を3回撮る。1枚ずつタイミングや被写体の位置などに関して評価が行われる。
3. コース選択画面になる。カメラでプレイしたいコースにレンズを向け、シャッターを切ることで選択できる。
選択できるコースはノーマルコース(12ゲーム)・激ムズコース(24ゲーム)の2種類。
4. 4つのジャンルから1つずつミニゲームがピックアップされ、ミニゲーム選択画面になる（ノーマルコースの場合、4つのうちランダムに1つのゲームの難易度が激ムズになる）。
5. 選択したミニゲームの説明や、ノルマ・制限時間・フィルムの撮影枚数制限などの表示が行われ、ミニゲームがスタートする。
6. ミニゲームが終了すると、ミニゲーム内で撮影された写真それぞれについて判定が行われ、ノルマに達していればクリアとなる。クリアに失敗するとライフを1つ失い、全て失うとゲームオーバー（コンティニュー可能）。
7. 再びミニゲームの選択画面になり、同様にミニゲームを選択し、プレイしていく。
8. ある程度ミニゲームをクリアしていくと、ライフの回復が可能なボーナスゲームに挑戦できる。またコースの既定ゲーム数をクリアすると、スペシャルボーナスゲームに挑戦できる。
9. ゲーム終了後、各ミニゲームの評価に基づいた、撮影能力の総合評価が表示される。

## ミニゲーム
収録されているミニゲームは「SPORTS」「SCOOP」「ART」「TECHNIC」の4つのジャンルに大別される。各ミニゲームに、通常の難易度と激ムズの2種類の難易度があり、ノルマや制限時間が異なる。

### SPORTS
野球、サッカーなどの様々なスポーツの瞬間をテーマとするミニゲームが収録されている。
BASEBALL野球のバッターがボールを打つ瞬間を一発勝負で撮影する。
SOCCERサッカー選手がシュートを決める瞬間を、指定された枚数以上撮影する。3種類のシュートが行われ、トラップが入る場合もある。
HOCKEYホッケー選手がスティックでパックをシュートする瞬間を、指定された枚数以上撮影する。シュートは3回行われる。
GOLFゴルフのボールをショットする瞬間を一発勝負で撮影する。
CAR RACE高速で横切るレースカーを一発勝負で撮影する。
KARATE空手家が5枚の瓦を割る中、1～4枚目の瓦が割れる瞬間を一発勝負で撮影する。第7回全世界空手道選手権大会の優勝者である岡本徹が出演し、ゲーム画面にもクレジットされている。

### SCOOP
特ダネや決定的瞬間など、スクープに関する写真撮影をテーマとするミニゲームが収録されている。
GHOST記念写真の背後に次々と現れる悪霊を、制限時間内に指定された枚数以上撮影する。
NESSIE制限時間内に、湖に次々と現れるネッシーを指定された枚数以上撮影する。アヒルなど、ネッシー以外の動物もいる。
ALIENスクランブル交差点の人混みの中に紛れ込んだエイリアンを素早く探して撮影する。3体発見でクリア。
GETAWAY CAR左右にスピンしながら走る逃走車のナンバープレートを、指定された枚数以上撮影する。
SECURITY CAMERA施設の中に侵入したスパイを、4つの防犯カメラの映像を通して撮影する。指定された枚数以上撮影できればクリア。猫がフェイントとして登場する。
TRICK WIND5体の人形のスカートがランダムに風でめくれる。制限時間内に、自分の色（1プレイヤー側は赤、2プレイヤー側は青）のパンツを指定された枚数以上撮影する。

### ART
芸術性を持った写真の撮影をテーマとするミニゲームが収録されている。
MODEL制限時間内にモデルの顔を連射し、指定された枚数以上撮影する。モデルとして、第25回ホリプロスカウトキャラバンでグランプリを獲得した藤本綾が出演しており、ゲーム画面にもクレジットされている。
SMILE5人のモデルがランダムに笑顔を見せる。制限時間内に、指定された枚数以上の笑顔を撮影すればクリアとなる。
SHOOTING STAR夜空に現れる流れ星を一発勝負で撮影する。
FIRE WORKS線香花火の火の玉が落下する瞬間を一発勝負で撮影する。
FOUR-LEAF COLVER画面一面に広がるクローバー畑の中から、四葉のクローバーを素早く探して撮影する。3つ発見でクリア。
MILK CROWNカップにミルクの水滴が落ちる瞬間にできるミルククラウンを撮影する。フィルムは1枚限り。通常コースでのチャンスは5回、激ムズの場合は一発勝負になる。

### TECHNIC
他のジャンルよりゲーム性の高い、撮影のスキルを問うミニゲームが収録されている。
MISTAKE SEARCH間違い探し。上下の絵を比べて、違う部分を下の絵から探して撮影する。
SNAP SHOT激しい人通りの中、ターゲットだけが写っている写真を撮影する。他人が写りこんでしまうとミス。フィルムは1枚限り。
TIME ATTACK画面に並べられた10個の宝石を制限時間内に全て撮影する。クリア後はタイムが表示される。
CHASE THE TARGET10秒の制限時間の間、特定の形状に沿って移動するターゲットをフレーム内に追い続ける。このゲームのみシャッターボタンは使用不可であり、1秒ごとに自動的にシャッターが切られる。ターゲットを範囲内に収めた写真を指定された枚数以上撮影できればクリア。
QUICK SHOT次々と出現するプーカを素早く撮影する。指定された枚数以上撮影すればクリア。ただし時折出現する爆弾を撮影してしまうとミスになる。
JUST TIMINGプーカのタイマーを、ノルマで指定された時間ジャストで撮影する。ノルマと共に誤差の範囲が示され、その範囲内であればクリアとなる（激ムズでは7.65(ナムコ)秒が指示される他、この時のNGのサンプル画像が5.73(コナミ)秒になっている）。

## ボーナスゲーム
各コース8ゲームをクリアするごとに、ボーナスゲームに突入する。
海底に沈みゆく3つの宝箱のうち、好きな宝箱を1つ選んで撮影する（制限時間5秒・フィルム枚数1枚）。タイムアップ後に宝箱が開き、撮影した宝箱にカメラが入っていればライフが1つ回復する。

## スペシャルボーナスゲーム
コースの既定ゲーム数を全てクリアすると、突然画面が砂嵐になり、「突然ですが、それはカメラではありません。エイリアン撃退用の秘密兵器です。」「カメラゲームの姿を借り、あなたを訓練させていただきました。」という人類全能化計画からのメッセージが流れ、ガンシューティングゲーム風のスペシャルボーナスゲームが始まる。
地球を侵略しようとするエイリアンをカメラ（型の秘密兵器）で撮影することで退治し、地球を守るのが目的。エイリアンの他、画面奥から飛んでくる敵弾なども撮影することで撃ち落とすことが可能。
ライフはこれまでのミニゲームのものを継承。エイリアンに反撃されたり、敵弾に当たるとライフが1つ減る。全て無くなるとその時点で終了となる。フィルムの撮影枚数制限は6枚で、レンズを画面外に向けて撮影することでフィルムを補充（リロード）することができる。